# Krestovka (affluent de la Moyenne Nevka)
La Krestovka (en russe : Крестовка) est un cours d'eau à Saint-Pétersbourg reliant les Petite et Moyenne Nevka. Elle sépare les îles Krestovski et Kamenny.

## Données géographiques
La rivière est longue de 0,75 km, sa largeur est d'environ 30 mètres et sa profondeur d'environ 3 mètres. Son débit annuel moyen est approximativement de 10 m3/s.
Sur la rivière se trouvent :
- le pont Petit-Krestovski (en russe : Мало-Крестовский мост)
- un club d'aviron
- le théâtre Kamenoostrovski (en russe : Каменноостровский театр)

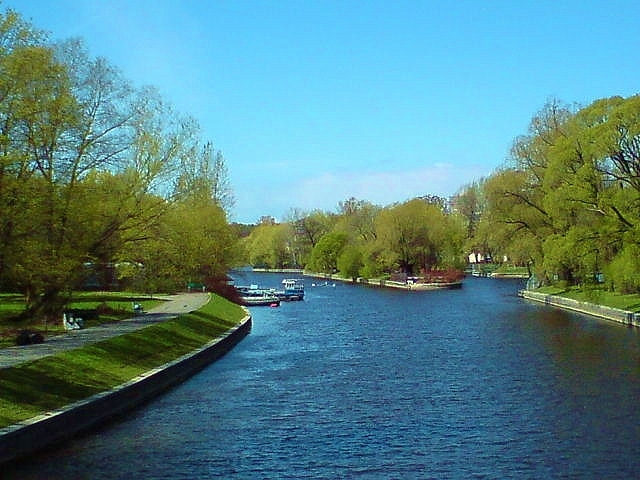
La rivière Krestovka vue depuis le pont Petit-Krestovski